# Louis-Désiré Oury
Pour les articles homonymes, voir Oury.
Louis-Désiré Oury est chef du cabinet au ministère des Affaires Étrangères (1851), puis consul général de France à Amsterdam (Pays-Bas) en 1852, Palerme (Deux-Siciles) en 1857, à Cadix (Espagne) en 1860, puis à Trieste (Autriche-Hongrie) en 1863 sous le Second Empire.

## Biographie

### Jeunesse et début de carrière
Louis-Désiré Oury est né le jeudi 9 novembre 1809 à Chartres, de Louis-Geneviève Oury qui était chef de Bureau à la préfecture d'Eure-et-Loir, et de Victoire "Joséphine" Nancy.
Il est entré le 5 octobre 1829 à la direction de la comptabilité (maison d'Orleans-domaine privé) en qualité de surnuméraire avec une indemnité mensuelle de travail de 100 frs. Son indemnité est portée en août 1830 à 125 frs. Il quitte la maison d'Orléans fin décembre 1831.
Un bibliophile averti, il aurait acheté des droits d'auteur sur le livre Contes de Charles Nodier, et sur Le Royaume des Roses d'Arsene Houssaye. 
Il entre le 3 avril 1832 à l'intendance générale de la maison du roi Louis-Philippe au bureau du Trésor de la Couronne comme expéditionnaire. Il est nommé commis-expéditionnaire le 1er janvier 1836, puis vérificateur le 1er mai 1837. Le dossier contient 3 états de compte de gestion de Mr Oury faisant fonction de receveur-payeur du Trésor de la Couronne. Le premier état concerne la recette de Fontainebleau du 1er janvier au 31 août 1844. Le 15 novembre 1845, il est chargé de l'intérim de la recette d'Orléans qui est l'objet du deuxième état pour la période du 16 novembre au 31 décembre 1845 ; le troisième état porte sur la période du 1er janvier au 31 juillet 1846 de cette même recette d'Orléans. Son emploi au Trésor de la Couronne est supprimé le 31 mars 1848 (du fait de la disparition du Trésor de la Couronne, entraînée par la révolution de février 1848).
Il épousa Céleste Adèle "Sophie" Daigremont, fille du général de division Joseph Honoré Daigremont, le 6 novembre 1856 à Paris. Ils eurent deux enfants, Roger (1857) et Alice (1860).

### Carrière diplomatique
Louis-Désiré entre le 2 août 1848 au département des Affaires étrangères (aujourd'hui ministère).
Le 27 octobre 1851, Louis-Désiré Oury est nommé "chef du cabinet au département des Affaires étrangères" par le marquis de Turgot qui est ministre depuis la veille. Il est nommé chevalier de l'ordre de la Légion d'Honneur le 15 décembre 1851. Le 1er avril 1852, Louis-Désiré Oury reçoit du roi des Deux Siciles la décoration de chevalier de justice de l'ordre royal Constantinien de Saint Georges. Seuls d'authentiques nobles étant admis à recevoir cet ordre, Louis-Désiré Oury a été alors anobli et fait baron en Deux-Siciles. Il a fait de cette décoration les armes de la famille. Le prince président de la République, Louis-Napoleon Bonaparte (le futur Napoleon III), l'autorise le 15 juillet 1852 à accepter et à porter cette décoration. Chacune de ses autres décorations étrangères sera de même autorisée.
Le 29 mai 1852, à l'occasion du traité de commerce et des conventions récemment conclues entre la Sardaigne et la France, le roi de Sardaigne Victor-Emmanuel II confère à "M. OURY, chef du cabinet du ministre des Affaires étrangères", la croix de commandeur de l'ordre des Saints Maurice et Lazare. Le titre a été établi à Turin, alors capitale du royaume de Sardaigne-Piémont qui deviendra royaume d'Italie en 1861.
Le 18 juin 1852, le roi du Danemark Frédéric VII nomme M. OURY commandeur de l'ordre du Dannebrog.
Le 28 juillet 1852, il est nommé "consul général de France" à Amsterdam (Pays-Bas) par Turgot qui quitte ce même jour ses fonctions de ministre. Sur le titre initial "consul de France" a été ajouté "général" probablement par Turgot lui-même (la hiérarchie consulaire montante était alors "vice-consul, consul de seconde classes, consul de première classe, consul général et chargé d'affaires de France"). Une lettre du 6 août l'annonce à Louis-Désiré Oury et lui demande de faire ses préparatifs. Il était alors en congé. Le 18 août, il écrit qu'il a pris son poste pendant ses congés. Il réécrit le 18 novembre que son congé de 3 mois étant expiré, il "prend possession" du consulat général de France à Amsterdam. Entre temps, le 5 août 1852, le roi des Pays-Bas conférait à "M. OURY, chef du cabinet du ministre des Affaires étrangères", la décoration de chevalier de l'ordre du Lion Néerlandais
En 1853, le patriarche de Jerusalem confère à "M. OURY, consul général à Amsterdam", la décoration de chevalier de l'ordre du Saint-Sépulcre.
Le 30 juillet 1853, il est nommé consul général à Lisbonne ; à cette occasion, le ministre lui écrit: "Je vous remercie, Monsieur, du soin que vous avez mis à me tenir au courant des variations du commerce des grains sur le marché d'Amsterdam". Louis-Désiré Oury n'occupera pas le poste de Lisbonne: en effet le 10 septembre de la même année 1853, alors qu'il est de passage à Paris en route vers son nouveau poste, il est nommé consul général à Palerme (Deux-Siciles) où on lui demande de se rendre immédiatement. 
Le 11 avril 1856,  Louis-Désiré Oury demande "puisque la guerre est finie" (il s'agit de la guerre de Crimée) un congé de 3 mois à partir de juin pour affaires de famille (il n'a pas quitté Palerme depuis qu'il y a été nomme).
Le 28 septembre 1856, étant à Paris, il demande l'autorisation de se marier avec "Mlle Sophie Daigremont, fille du général de division Daigremont, ex président du Comité de l'arme du génie, grand officier de l'ordre impérial de la Légion d'honneur". L'autorisation lui est donnée le 4 octobre et il demande le 9 octobre une prorogation de congé, qui lui est accordée le 15 octobre. Louis-Désiré, qui a alors 46 ans, épouse le 6 novembre 1856, à Paris, Sophie Daigremont qui en a 31. 
Le 19 janvier 1859, il est nommé consul général à Cadix (Espagne). Le 15 mars 1860, il écrit au ministre (Antoine Thouvenel) une lettre personnelle demandant d'être remis au grade de consul général en Europe apparemment déclassé après le départ du ministre Turgot (il aurait pourtant gardé le titre malgré un salaire au grade inférieur ?). Toutefois, le ministre lui annonce le 10 octobre 1862 qu'il est nommé consul général à Trieste (Autriche-Hongrie) et ajoute: "j'ai voulu vous donner ainsi un témoignage de la bienveillance de mon Département à votre égard".
Le 31 aout 1863, alors qu'il avait quitté Cadix depuis un an, la reine Isabelle II d'Espagne nomme "Mr Oury, consul général de France à Trieste" Commandeur de l'ordre royal d'Isabelle la Catholique. Trieste était alors un port très important : c'était la seule base navale de l'empire d'Autriche-Hongrie. Louis-Désiré Oury participa au début de 1864 aux discussions de Miramare qui aboutirent à la nomination de Maximilien, le frère cadet de l'empereur d'Autriche François-Joseph 1er, comme empereur du Mexique. En effet, Charles de Morny, demi-frère de Napoléon III avait à cette époque des intérêts financiers considérables au Mexique ; il fit plusieurs tentatives infructueuses pour les protéger. De 1855 à 1861, l'idée d'une colonisation française au Mexique se répandit en France. L'impératrice Charlotte, qui veut compléter son album de photographies des personnes qu'elle avait eu le plaisir de recevoir au château de Miramare, fait demander le 3 avril 1867 la sienne à Louis-Désiré.
Le 27 juin 1864, Maximilien, empereur du Mexique, nomme Louis-Désiré commandeur de l'ordre de Notre-Dame de Guadalupe.
M. Oury est nommé officier de la Légion d'honneur à compter du 9 août 1864.
Le 25 mai 1865, Louis-Désiré Oury écrit à son directeur une lettre demandant de prendre sa retraite pour des raisons de santé. Le 29 août 1865 par décret, l'empereur admet sur sa demande à faire valoir ses droits à la retraite. Ainsi se termine une carrière bien remplie à l'âge de 56 ans.
Au cours des 17 années qu'il a passées aux Affaires étrangères, il a vu passer dix ministres dont certains à plusieurs reprises.

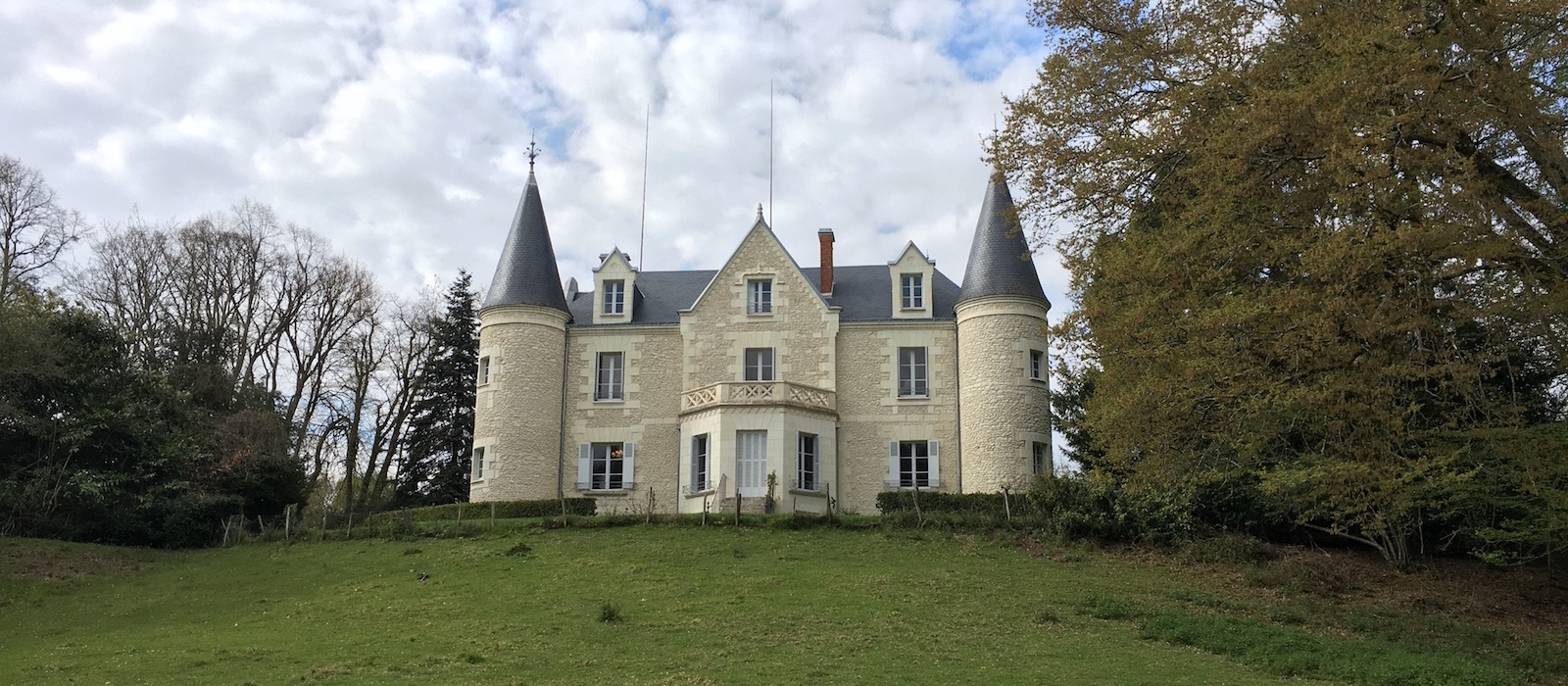
Château de Gué-Chapelle (2016)

### Période de retraite
Louis-Désiré Oury achète à Victor Luzarche le manoir de Gué-Chapelle à Nouzilly en Indre-et-Loire le 13 avril 1867, et le fait transformer en château après la guerre de 1870 par l'architecte Charles Nizet qui lui ajoute ses tourelles.
Il fait partie vers 1890-1894 du comité de patronage en Eure-et-Loir de la nouvelle compagnie d'assurances Les Travailleurs Français dirigée par son neveu Honoré Hippolyte Oury, et fait souscrire pour cette compagnie des polices à Tours.
Il décède à 85 ans, le 31 octobre 1895 à Tours, au 25 rue Alfred de Vigny. Sa femme Sophie décèdera en 1909 à Gué-Chapelle.

## Décorations
- Chevalier de la Légion d'honneur de France (15 decembre 1851)
- Chevalier de l'ordre sacré et militaire constantinien de Saint-Georges (royaume des Deux-Siciles) (1er avril 1852)
- Commandeur de l'ordre des Saints-Maurice-et-Lazare (royaume de Sardaigne) (29 mai 1852)
- Commandeur de l'ordre de Dannebrog (Danemark) (18 juin 1852)
- Chevalier de l'ordre du Lion néerlandais (Pays-Bas) (5 août 1852)
- Chevalier de l'ordre équestre du Saint-Sépulcre de Jérusalem (Jérusalem) (26 avril 1853)
- Commandeur de l'ordre d'Isabelle la Catholique (Espagne) (31 aout 1863)
- Commandeur de l'ordre de Notre-Dame de Guadalupe (Mexique) (27 juin 1864)
- Officier de la Légion d'honneur de France (9 août 1864)